# Fallschirmjäger

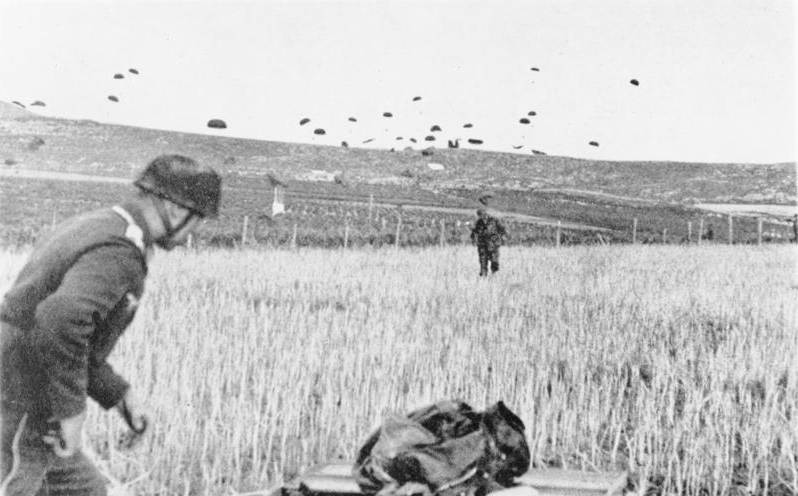
Fallschirmjäger přistávají na Krétě

Fallschirmjäger (česky doslova padákoví myslivci, tento překlad byl užíván v době druhé světové války  a dnes je považován za archaický)  je německý termín pro vojenského výsadkáře. Označení je složenina německého slova „padák“ (Fallschirm) a „myslivec“ (Jäger). („Myslivci“ bylo označení elitních jednotek lehké pěchoty pruské armády.) Padákoví myslivci se zformovali ve 30. letech 20. století a během druhé světové války se zúčastnili řady rozsáhlých výsadkových operací, jako byla například německá invaze na Krétu. Po skončení druhé světové války byly jednotky padákových myslivců součástí východoněmecké i západoněmecké armády. Dnes jsou součástí armády sjednoceného Německa. 